# ناحیه اوست-یانا
ناحیه اوست-یانا (به لاتین: Ust-Yansky District) یک منطقهٔ مسکونی در روسیه است که در یاقوتستان واقع شده‌است.